# Мартынова, Ольга Исаковна
Ольга Исаковна Мартынова (24 января 1916 года, Хортица — 24 сентября 2002 года, Москва) — специалист в области химии, доктор технических наук, профессор, заведующая кафедрой химии (1960—1965), заведующая кафедрой технологии воды и топлива Московского энергетического института (1966—1989). Почётный доктор Дрезденского технического университета, Почётный доктор Будапештского технического университета.

## Биография
Родилась в 1916 году в украинском селе Хортица. Отец, Исак Иванович Тиссен, мать — Екатерина Андреевна Тиссен. В 1933 году Ольга Исаковна окончила химико-технологический техникум в городе Запорожье. Работала лаборантом на заводе «Электросталь», затем химиком-лаборантом в лаборатории Днепростроя. В 1937 году, переехав в Москву, поступила на работу техником во Всесоюзный научно-исследовательский институт «Водгео». В 1939 году поступила учиться в Московский химико-технологический институт им. Д. И. Менделеева и продолжала до 1942 года работать в организации «Водгео».
По окончании в 1944 году института работала в Московском энергетическом институте (МЭИ). С 1944 по 1946 год была научном сотрудником кафедры химии, одновременно преподавала, затем перешла работать на кафедру технологии воды и топлива (ТВТ). В 1952 году защитила кандидатскую диссертацию по технологии воды на электростанциях.
До 1960 года вела научную и преподавательскую работу на кафедре ТВТ, с 1960 по 1965 года заведовала кафедрой химии. В 1963 году защитила докторскую диссертацию на тему: «Водяной пар высоких параметров как растворитель малолетучих неорганических соединений». С 1966 года и до выхода на пенсию в 1989 году заведовала кафедрой ТВТ, где создала научно-педагогическую школу в области водного режима на ТЭС и АЭС.
Соавтор четырёх учебников и учебных пособий для студентов, обучающихся по специальности «технология воды и топлива на тепловых и атомных электрических станциях», автор более трёхсот научных статей и ряда монографий. Под её руководством защищено более 60 кандидатских и докторских диссертаций. Автор более 300 научных и научно-методических работ.
В разное время была членом президиума научно-методического совета по высшему теплоэнергетическому образованию, участвовала в работе научных советов при Государственном комитете по науке и технике и Минэнерго СССР. Была также почётным профессором Дрезденского и Будапештского технических университетов, членом Ассоциации немецких инженеров, принимала участие в работе Международной ассоциации по свойствам воды и водяного пара (CODATA).
Умерла 24 сентября 2002 года.

## Семья
Дважды замужем (Мартынов Владимир Константинович, Михаил Адольфович Стырикович). Двое дочерей.

## Труды
1. Водяной пар высоких параметров как растворитель малолетучих неорганических соединений: Автореферат дис. на соискание ученой степени доктора технических наук / Моск. высш. и сред. спец. образования РСФСР. Моск. ордена Ленина энергетический институт. Москва, 1963.
2. Водные режимы тепловых и атомных электростанций : [учебник для вузов по специальности «Технология воды и топлива на тепловых и атомных электростанциях»] / Т. Х. Маргулова, О. И. Мартынова. — 2-е изд., испр. и доп. — Москва : Высшая школа, 1987.
3. Процессы при генерации пара, водоподготовке и горении : межведомственный тематический сборник / Моск. энергет. ин-т; ред. О. И. Мартынова. — Москва : МЭИ, 1983. — 117 с. : ил. ; 20 см. — (Научные труды / Моск. энергет. ин-т ; № 20). Библиогр. в конце ст. В вып. дан. год изд. 1984.

## Награды и звания
- Государственная премия СССР по науке и технике (1989).
- Премия Совета Министров РСФСР.
- Премия имени И. И. Ползунова АН СССР (1980).